# Marmosa adleri
Marmosa adleri — вид опосумів з роду Marmosa родини Didelphidae.

## Відкриття та найменування
Назву дано на честь Грега Адлера, біолога з Університету Вісконсина-Ошкош. Вид Marmosa adleri був відкритий у 2021 році групою дослідників з Американського музею природної історії, Сієнського коледжу та Музею Белла в Університеті Міннесоти.

## Особливості
Зразки, виміряні під час початкового опису, мали довжину голови й тулуба від 12 до 15 см, довжину хвоста від 21,5 до 23,6 см та вагу від 40 до 68 г. Хутро гладке, суцільне темно-сіро-коричневе або оливково-коричневе. Щоки та центр обличчя світло-вохристого кольору. На животі та внутрішній стороні передніх лап шерсть має сіру основу. Вуха темні. Дуже довгий хвіст (приблизно 160% довжини голови й тулуба) здебільшого безшерстий. Тільки основа вкрита короткими, менше 5 мм волосками протягом перших 10–15 мм. Хвіст темний; У деяких екземплярів кінчик хвоста світлий. Верхня частина лап вкрита короткою, світлою шерстю.

## Середовище
Проживає в Панамі, а також, можливо, на карибському узбережжі Коста-Рики та північно-західній Колумбії. Вид мешкає в первинних тропічних лісах, старіших вторинних лісах та вологих туманних лісах на висоті до 1500 метрів, іноді також у садах та на какао-плантаціях. Середовище проживання зазвичай дощове, рослинність вічнозелена та включає мохові подушки, багато папоротей, чагарники, пальми заввишки до 12 метрів та навіси заввишки до 30 метрів. Однак, у деяких частинах ареалу поширення (Центральна Панама) також спостерігається сухий сезон.